# Cobla Rambles
La Cobla Rambles és una cobla barcelonina que va ser fundada a mitjan segle xx. De seguida va participar en nombroses actuacions, com ara les ballades de sardanes i l'acompanyament dels esbarts, de manera que va arribar a aconseguir força notorietat. Al segle xxi, centra l'activitat en l'acompanyament en les ballades de sardanes a la ciutat. Té un repertori que s'actualitza contínuament, sense deixar de banda les composicions sardanístiques més clàssiques. La Cobla Rambles fa els assaigs en un espai cedit a l'edifici del temple de la Sagrada Família, de Barcelona.